# Of a Revolution
Gli Of a Revolution (spesso abbreviato in O.A.R.) sono un gruppo rock statunitense nato nel 1996 a Rockville, Maryland. Grazie alla massiccia diffusione online sulle reti dei campus, la band divenne un successo tra gli studenti universitari, affermandosi in poco tempo a livello nazionale.
Gli O.A.R. sono ben noti per le loro esibizioni dal vivo, dato che suonano improvvisando e distorcendo le loro canzoni, dando vita a delle jam session che rendono ogni loro concerto differente.

## Storia del gruppo

### 1996–2000
La band venne fondata nel 1996 da Marc Roberge e Chris Culos. Nel giro di poco tempo vi entrarono a far parte anche Richard On e Benj Gershman, tutti studenti della Wootton High School di Rockville, Maryland. L'anno seguente registrarono il loro primo album The Wanderer alla Gizmo Recording Company di Silver Spring, Maryland, aiutati dal produttore Gantt Kushner. I quattro, una volta diplomati, si trasferirono a Columbus, Ohio, ed entrarono alla Ohio State University. Lì conobbero Jerry DePizzo, originario di Youngstown, Ohio. Nel 2000 tornarono alla Gizmo Recording per la registrazione del loro secondo album Soul's Aflame.

### 2001–2004
Senza alcun piano di marketing pubblicitario, alcune loro canzoni come That Was a Crazy Game of Poker, City on Down e Night Shift, si diffusero grazie al passaparola, accrescendo sempre più il loro giro di fan. La band continuò a suonare ed a preparare molti spettacoli dal vivo, espandendo sempre più la propria popolarità.
Nel 2001 il loro terzo album Risen debuttò all'undicesimo posto della classifica Billboard top internet. Nel 2002, il loro album dal vivo Any Time Now debuttò al 156º posto della classifica Billboard 200.
Ricevettero offerte da varie etichette discografiche, ma firmarono con la Lava Records, perché promisero di non cambiare la band.

### 2005–2009
Nel 2005 hanno pubblicato il loro quinto album, Stories of a Stranger, che debuttò al 40º posto della Billboard 200. Dall'album vennero estratti i singoli Love and Memories, Heard the World e Lay Down. Il singolo Love and Memories entrò nelle maggiori classifiche americane, al 98º posto nella Pop 100 di Billboard, al 30º posto nella Modern Rock Tracks, e al 18º posto nella Adult Top 40. I video musicali di Love and Memories e Lay Down riscossero un buon successo su VH1 e MTV. Il video di Lay Down ricevette un riconoscimento agli MtvU Woodie Awards.
Il 14 gennaio 2006, gli O.A.R. raggiunsero un nuovo picco di popolarità attirando circa 20.000 fan al Madison Square Garden di New York, guadagnando così una recensione sul New York Times. Il 5 ottobre 2006 un comunicato stampa dichiarò che gli O.A.R. avevano ufficialmente venduto più di 1,2 milioni di album nel corso della loro carriera.. La band attribuì gran parte della propria popolarità alle registrazioni e al successivo download e vendita online dei loro spettacoli dal vivo.
Il 15 luglio 2008 venne pubblicato il loro sesto album in studio, All Sides. Il singolo Shattered (Turn the Car Around) fu pubblicato per il download il 13 giugno 2008, arrivando al 2º posto nella classifica Adult Top 40. Nel dicembre 2008, il video musicale di Shattered (Turn the Car Around) arrivò al 18º posto nella classifica Video Top 40 di VH1 del 2008.

### Anni duemiladieci
La band pubblicò un nuovo album dal vivo, Rain or Shine, il 12 gennaio 2010. L'album è prodotto da Matt Wallace, che produsse anche All Sides.
Gli O.A.R. nel 2010 completarono un tour di sette mesi a livello nazionale, prendendosi poi una pausa di un paio di mesi. Nel periodo successivo la band si esibì solo in pochi spettacoli.
Il 2 agosto 2011 venne pubblicato l'album King.

## Formazione
- Marc Roberge – voce, chitarra (1996–presente)
- Chris Culos – batteria (1996–presente)
- Richard On – chitarra, voce (1996–presente)
- Benj Gershman – basso (1996–presente)
- Jerry DePizzo – sassofono, chitarra (2000–presente)
- Mikel Paris – tastiera (2006–presente) (membro non ufficiale)

## Discografia

### Album in studio
- 1997 – The Wanderer
- 2000 – Soul's Aflame
- 2001 – Risen
- 2003 – In Between Now and Then
- 2005 – Stories of a Stranger
- 2009 – All Sides
- 2011 – King
- 2014 - The Rockville LP

### Album dal vivo
- 2002 – Any Time Now
- 2004 – 34th & 8th
- 2007 – Live from Madison Square Garden
- 2010 – Rain or Shine
- 2012 – Live on Red Rocks

### EP
- 2009 – Hello, Tomorrow